# Питман, Брайони
Брайони Питман (англ. Bryony Pitman; род. 13 марта 1997, Брайтон, Юго-Восточная Англия) — британская лучница, участвующая в соревнованиях по стрельбе из олимпийского лука. Бронзовый призёр чемпионата мира, чемпионка Европейских игр.

## Биография
Брайони Питман родилась 13 марта 1997 года. Её отцом был Гэри Кингхорн, который представлял Великобританию в соревнованиях по стрельбе из лука.
Училась в Нортумбрийском университете в Ньюкасле.

## Карьера
По воспоминаниям Брайони Питман, она стала заниматься стрельбой из лука, последовав за своим отцом. Он был её первым тренером.
В 2013 году участвовала в молодёжном чемпионате мира в Уси, где во втором раунде уступила в перестрелке испанке Алисии Марин.
В 2014 году она участвовала в индивидуальных и смешанных командных соревнованиях среди девушек на Летних юношеских Олимпийских играх 2014 года в Нанкине. В личном зачёте она заняла 14-е место в предварительном (рейтинговом) раунде, после чего в матчах плей-офф сразу же уступила Регине Ромеро из Гватемалы.
На чемпионате мира среди юниоров 2017 года в Росарио добралась до четвертьфинала и в индивидуальном первенстве, и в командном.
В июне 2019 года Брайони выиграла бронзовую медаль в женских командных соревнованиях вместе с Наоми Фолкард и Сарой Беттлз на чемпионате мира 2019 года в Хертогенбосе. В полуфинале сборная Великобритании потерпела поражение со счётом 1:5 от Южной Кореи. В бронзовом матче британские лучницы оказались сильнее китаянок, победив со счётом 5:4 по сетам. В рамках турнира проходил отбор на Олимпийские игры, и итоговый результат позволил Великобритании получить право участия на Олимпиаде в Токио.
В 2019 году она выиграла золотую медаль в женских командных соревнованиях на Европейских играх 2019 года в Минске. Брайони вместе с Наоми Фолкард и Сарой Беттлз оказались сильнее белорусских лучниц в матче за бронзовые медали со счётом 6:2. Она также участвовала в индивидуальных соревнованиях среди женщин в стрельбе из олимпийского лука, уступив в 1/16 финала своей соотечественнице Саре Беттлз 4:6.
На чемпионате Европы на открытом воздухе 2019 года в Словении заняла третье место, уступив в полуфинале француженке Лорен Вильяр и затем победившей итальянку Кьяру Ребальяти в матче за бронзу.
На этапе Кубка мира в Лозанне в 2021 году выбыла из борьбы за медали уже на стадии 1/32 финала. Такой же результат Брайони Питман показала и на следующем этапе в Париже.
Из-за пандемии коронавируса Олимпийские игры в Токио были перенесены на год и состоялись в июле-августе 2021 года. Питман стала 38-й в рейтинговом раунде, набрав 634 очка. В командном турнире уже в первом раунде британки проиграли сборной Италии. В первом раунде женского индивидуального первенства Питман попала на Тань Ятин из Тайваня и прошла в следующий раунд со счётом 6:4, а на стадии 1/16 финала победила олимпийскую медалистку 2012 года Аиду Роман из Мексики со счётом 6:2. В 1/8 финала проиграла будущей финалистке, россиянке Елене Осиповой.
На чемпионате мира 2021 года в Янктоне в миксте выступила с Патриком Хьюстоном, но уже в первом матче проиграли Словении; в командном турнире британки победили украинок со счётом 6:0, но в четвертьфинале проиграли будущим чемпионкам из Южной Кореи со счётом 1:5. В индивидуальном первенстве Питман добралась до 1/8 финала, победив бразильянку Сару Никитин и канадку Стефани Барретт, но затем уступила Чан Минхи из Кореи.
На Всемирных играх 2022 года, проходивших в Бирмингеме, завоевала серебряную медаль в личном первенстве.